# 식도동맥
식도동맥(食道動脈, esophageal arteries)은 식도에 혈액을 공급하는 동맥들로 각기 다른 동맥에서 기원한다. 식도동맥은 대략 세 그룹으로 나눌 수 있으며 각 구역의 사이에서 서로 문합한다.
구체적으로 식도동맥은 다음의 세 그룹으로 나누어진다.
- 아래갑상동맥의 식도가지 (위쪽 1/3)
- 내림가슴대동맥의 식도가지 (중간 1/3)
- 왼위동맥의 식도가지 (아래 1/3)